# Valentin Alberti
Pour les articles homonymes, voir Alberti.
Valentin Alberti (né le 15 décembre 1635 à Lähn, mort le 19 septembre 1697 à Leipzig) est un théologien protestant allemand.

## Biographie
Son père, Valentin Alberti, est pasteur à Lähn. Sa mère Anna est la fille de David Wiesner, pasteur à Wiesental. Son grand-père est prédicateur à Giesmannsdorf, ainsi que Valentin Alberti en tant que son arrière-grand-père, pasteur à Kauffung. Devenu orphelin très jeune, il va à l'école de Lauban et commence en 1653 à étudier à l'université de Leipzig.
Il y acquiert en 1656 le diplôme universitaire de maîtrise en philosophie, est professeur du collège des femmes, est en 1661 assesseur de la faculté de philosophie et professeur de logique et de métaphysique en 1663. Après avoir obtenu sa licence à la Faculté de théologie en 1668, il devient professeur auxiliaire de théologie en 1672 et, en 1678, obtient son doctorat en théologie. En outre, Alberti est décemvir de l'université, un membre du consistoire de Leipzig. Aux semestres d'hiver 1666, 1672, 1676, 1680, 1686, 1692, il est recteur de l'alma mater.
En 1665 Alberti épouse Maria, la fille du juge municipal de Leipzig et ancien recteur de l'Université Johannes Preibisius. De ce mariage naissent deux fils et cinq filles. La fille Christina Sophia Alberti épouse le théologien Gottfried Olearius.

## Œuvre
Alberti est un représentant typique de l'orthodoxie luthérienne, qui critique poliment toute différence pour défendre sa doctrine. Ainsi, non seulement il se dispute avec les représentants de la foi catholique, mais il attaque également violemment le droit naturel des piétistes et des rationalistes. Surtout avec Hugo Grotius, Samuel von Pufendorf, Philipp Jacob Spener et son ancien élève Christian Thomasius, il tente de souligner leurs erreurs dans un débat littéraire. En outre, Alberti apparaît comme un poète latin.
Dans deux décrets en 1701 et 1757, la Congrégation pour la doctrine de la foi met toutes les œuvres d'Alberti à l’Index librorum prohibitorum.